# 植村直己記念スポーツ公園
植村直己記念スポーツ公園（うえむらなおみきねんスポーツこうえん）は兵庫県豊岡市にある豊岡市立の都市公園（総合公園）である。スポーツ・レクリエーション施設が充実した公園であり、園内には電光掲示板を設置した野球場や、陸上競技およびサッカー等球技に利用できる多目的グラウンド、ナイター設備があるテニスコートのほか、植村直己冒険館がある。

## 施設

### 野球場
- 両翼99.3m
- センター122m
- 電光掲示板

### 多目的グラウンド
- 総面積17,563m2
- 400mトラック8コース
- 天然芝球技コート（芝生76m×80m）

### テニスコート
- 人工芝オムニコート2面
- ナイター設備

### ゲートボール場
- 人工芝オムニコート1面
- クレイコート3面

### ちびっこ広場
- フィールドアスレチック設備（24種類）

### ジョギングコース
- 1kmコース、1.5kmコース、2kmコース

## 利用情報
- 休園 - 水曜日、年末年始

## 所在地
- 植村直己記念スポーツ公園管理事務所 - 〒669-5363 兵庫県豊岡市日高町野829番地

## 交通アクセス
- JR 山陰本線 江原駅より全但バス「稲葉」、「東河内」、「知見」、「金谷」行き10分、「冒険館前」下車 徒歩3分

## 周辺情報
- 神鍋高原・神鍋山・神鍋渓谷